# Blink-182: Greatest Hits DVD
Blink-182: Greatest Hits DVD è un album video del gruppo musicale statunitense Blink-182, pubblicato il 1º novembre 2005 dalla Universal Music Group.

## Il disco
Uscito in contemporanea alla raccolta Greatest Hits, il DVD è composto dai 13 video più popolari del gruppo. Sono stati pertanto esclusi i videoclip di M+M's, Anthem Part Two (Live in Chicago) e Not Now.

## Tracce
1. Dammit
2. Josie
3. What's My Age Again?
4. All the Small Things
5. Adam's Song
6. Man Overboard
7. The Rock Show
8. Stay Together for the Kids (Original Version)
9. First Date
10. Feeling This
11. I Miss You
12. Down
13. Always